# Herbert Warmuth
Herbert Warmuth (* 1960 in Schweinfurt) ist ein deutscher Maler und Bildhauer. Er lebt und arbeitet in Frankfurt am Main.

## Biografie
Herbert Warmuth studierte von 1982 bis 1988 Malerei an der Städelschule in Frankfurt am Main bei Thomas Bayrle, Johannes Schreiter, Bruce McLean und Felix Droese. 1989 schloss er das Studium als Meisterschüler ab. Von 2007 bis 2018 verfolgte er Lehrtätigkeiten an der Freien Kunstakademie Mannheim, École des Arts superieurs Strasbourg, Kunsthochschule Kassel, und Goethe-Universität Frankfurt am Main.

## Werk
Herbert Warmuth ist ein Künstler, der sich mit einer postminimalstischen, postkonzeptuellen Vorstellung von Malerei beschäftigt. Er arbeitet dabei sowohl in den unterschiedlichsten Techniken an Zeichnungen, am Tafelbild wie auch auf Objekten und Wänden, bis hin zur farblichen Bearbeitung von Räumen, und Raumzusammenhängen. Seine künstlerische Arbeit setzt sich mit existierenden Vorstellungen von Malerei im weitesten Sinne auseinander, greift dabei auch auf visuelle Alltagskultur (Arzneimittelverpackungen, Fahnen...) zurück. Dabei denkt er aus einer konzeptuellen Fragestellung heraus, die aber in und durch die Praxis erarbeitet und vorangetrieben wird, so dass jedes einzelne Werk seinen spezifischen, eigenen Abschluss findet. Figürliches als auch Konkretes und Ungegenständliches wird so Teil seiner Arbeit. Werkgruppen sind Köpfe, Fahnenbilder, Arzneipackungen.

## Publikationen
- Farbe aus und durch.[3], Kunstverein Speyer,  Bruno Dorn Verlag, ISBN 978-3-942311-23-6, 2019
- Sexy.[4] Oberfinanzdirektion, Frankfurt am Main. Bruno Dorn Verlag, 2016, ISBN 978-3-942311-27-4.
- Grün und ... Schweinfurter Museumsschriften 2010/2015, ISBN 978-3-936042-95-5.
- weiss ... und ein bisschen Himmelblau. Gutleutverlag, Frankfurt am Main 2012, ISBN 978-3-936826-79-1.
- Mein Hemd usw. Ausstellungskatalog. Museum Goch, Atelier Frankfurt, Justizbehörden Kassel, Kunstverein Giessen, 2008. Texte: Stephan Mann, Angelika Nollert, Markus Lepper. Verlag für Moderne Kunst, Nürnberg, ISBN 978-3-940748-70-6.
- Herbert Warmuth in der Rotunde der Schirn. Ausstellungskatalog. Schirn Kunsthalle Frankfurt am Main, Kann Verlag Nr. 3, Frankfurt am Main 2001.
- Mein schöner Garten. Katalog anlässlich des Stipendiums der Hessischen Kulturstiftung. Interview: York Förster. Frankfurt am Main 1998.
- Herbert Warmuth. Ausstellungskatalog. Dresdner Bank. Text: Rolf Lauter. Frankfurt am Main 1993.
- Herbert Warmuth – Köpfe, ein Fries im Kreuzgang des Karmeliterklosters. Ausstellungskatalog. Frankfurt am Main 1991.
- Herbert Warmuth – Kunstpreisträger 1990 des Frankfurter Vereins für Künstlerhilfe e. V. Ausstellungskatalog. Galerie ak, Frankfurt am Main 1991.
- Herbert Warmuth. Ausstellungskatalog. Forum Stadtsparkasse, Text: Beatrice von Bismarck. Frankfurt am Main 1990.
- Herbert Warmuth. Katalog. Galerie Patio, Text: Reinhold Brunner. Neu-Isenburg 1988.

## Preise, Auszeichnungen
- 2021: Neustart-Stipendium, Stiftung Kulturwerk der VG Bild-Kunst
- 2020: Neustart Kultur-Stipendium, Stiftung Kunstfonds
- 2020/21: Sonderförderprogramm der Hessischen Kulturstiftung
- 2009: Förderung durch ifa für eine Ausstellung im NCCA Moskau
- 2006: Helsinki International Artist Programm (HIAP), Austausch mit Frankfurt am Main
- 1995/96: Cité International des Arts, Stipendium der Hessischen Kulturstiftung
- 1994/95: Arbeitsstipendium des Hessischen Ministeriums für Wissenschaft und Kunst
- 1993: Förderkoje Art Cologne
- 1990: Kunstpreis der Frankfurter Künstlerhilfe e. V.

## Ausstellungen
- 2021: meinetwegen, mit Dorothea Gillert Marien, Marburger Kunstverein[5]
- 2019: aus und durch Farbe, Galerie Heike Strelow, Frankfurt am Main
- 2019: Farbe aus und Farbe durch, Kunstverein Speyer[6]
- 2019: DieRestauratoren, Frankfurt am Main
- 2018: DF HW, mit D. Flood, Galerie Thomas Rehbein, Köln Volta NY, mit St. Brines, Galerie Heike Strelow, New York (USA)
- 2015: Grün und ..., Kunsthalle Schweinfurt[7]
- 2009: Object of imagination, mit Martina Wolf, NCCA, Moskau
- 2008: Mein Hemd usw. Museum Goch

## Werke in Sammlungen
- Städelmuseum,[8] Land Hessen, Hessische Kulturstiftung,[9][10] Stadt Frankfurt am Main, Kunsthalle Schweinfurt,[11] Museum Goch,[12] Deutsche Bank, Dresdner Bank, CMS, Nassauische Sparkasse, Hessisches Baumanagement, Justizbehörden Kassel, Arbeitsgericht Frankfurt, Deutsche Structured Finance, Deutscher Schuhverband, Triton, Randstad, Privatsammlungen.